# Бутвілл (Луїзіана)
Бутвілл (англ. Boothville) — переписна місцевість (CDP) в США, в окрузі Плакмін штату Луїзіана. Населення — 718 осіб (2020).

## Географія
Бутвілл розташований за координатами 29°19′57″ пн. ш. 89°24′21″ зх. д. / 29.33250° пн. ш. 89.40583° зх. д. (29.332516, -89.405730).  За даними Бюро перепису населення США в 2010 році переписна місцевість мала площу 9,64 км², з яких 5,57 км² — суходіл та 4,08 км² — водойми.

## Демографія
Згідно з переписом 2010 року, у переписній місцевості мешкали 854 особи в 302 домогосподарствах у складі 218 родин. Густота населення становила 89 осіб/км².  Було 443 помешкання (46/км²).
Расовий склад населення:
| - 61,2 % — білих - 24,0 % — чорних або афроамериканців - 6,1 % — азіатів - 2,5 % — корінних американців - 0,1 % — вихідців з тихоокеанських островів |

До двох чи більше рас належало 6,1 %. Частка іспаномовних становила 0,9 % від усіх жителів.
За віковим діапазоном населення розподілялося таким чином: 26,0 % — особи молодші 18 років, 62,8 % — особи у віці 18—64 років, 11,2 % — особи у віці 65 років та старші. Медіана віку мешканця становила 37,8 року. На 100 осіб жіночої статі у переписній місцевості припадало 113,0 чоловіків;  на 100 жінок у віці від 18 років та старших — 115,7 чоловіків також старших 18 років.
Медіана доходів становила 30 962 долари для чоловіків та 19 545 доларів для жінок. За межею бідності перебувало 48,4 % осіб, у тому числі 75,3 % дітей у віці до 18 років та 23,9 % осіб у віці 65 років та старших.
Цивільне працевлаштоване населення становило 301 особа. Основні галузі зайнятості: сільське господарство, лісництво, риболовля — 53,5 %, транспорт — 14,0 %, науковці, спеціалісти, менеджери — 10,3 %, роздрібна торгівля — 7,6 %.